# Центральный государственный архив научно-технической документации
Республиканское государственное учреждение «Центральный государственный архив научно-технической документации» Министерства культуры и информации Республики Казахстан создан постановлением Совета Министров Казахской ССР от 7 февраля 1974 г. № 50 для решения проблемы обеспечения централизованного учета, хранения и использования научно-технической документации, отражающей наиболее ценные и новейшие достижения народного хозяйства, науки и техники.

## Деятельность
— обеспечение работы по комплектованию, хранению и использованию научно-технической документации Национального архивного фонда Республики Казахстан, отложившейся в деятельности республиканских государственных и негосударственных юридических лиц, научно-исследовательских, проектных, конструкторских и технологических институтах, научно-производственных и производственных объединениях, а также в установленном законодательством порядке физических лиц.
— комплектование научно-технической документацией Национального архивного фонда Республики Казахстан,
— проведение комплекса работ, направленных на обеспечение сохранности документов и использование в интересах государства и общества
— внедрение автоматизированных архивных технологий и информационных систем, перенос документной информации с традиционных на современные носители;
— взаимодействие в области архивного дела и документоведения с учреждениями научно-технической информации республики и зарубежных государств;
— совершенствование научно-справочного аппарата, создание автоматизированных баз данных к документам;
— информирование заинтересованных учреждений и организаций о хранящихся документах для использования в экономических, научных, социально-культурных и иных целях;
— исполнение запросов юридических и физических лиц;
— организация документальных выставок, предоставление документов или их копий, информационных баз данных, архивных справочников пользователям для изучения в читальном зале;
— подготовка и издание документальных публикаций, справочно-информационной литературы;
— выявление и приобретение документов (копий), имеющих историческую и культурную ценность для Республики Казахстан и хранящихся в частных архивах и архивах зарубежных государств;

## История архива
Центральный государственный архив научно-технической документации Республики Казахстан является единственным в стране специализированным архивом, который хранит историю становления и развития отечественной науки и техники на различных носителях, с использованием современного оборудования.
Его основная задача состоит в обеспечении сохранности документов, являющихся драгоценным достоянием нашего народа, имеющих широкий спектр содержания и высокий информационный потенциал, а также систематическое их пополнение и использование. В фондах хранятся уникальные и особо ценные документы, имеющие большое научное и историческое значение.
Состав и содержание фондов ЦГА НТД напрямую зависят от количества источников комплектования архива. За годы своего существования у архива сложились тесные взаимоотношения с ведущими республиканскими институтами и научно-исследовательскими центрами, организациями и учреждениями, систематически передающими на государственное хранение документацию из ведомственных архивов. Отраслевая принадлежность документов весьма разнообразна: экономика, промышленное и сельскохозяйственное машиностроение, химическая, нефтехимическая, легкая и пищевая промышленность, гражданское и промышленное строительство и архитектура, транспорт и связь, сельское хозяйство, мелиорация, медицина, астрономия, исследование космоса и др. Видовой состав представлен управленческой, научно-исследовательской, проектно-сметной, патентно-лицензионной, конструкторской и технологической документацией.
Управленческая документация является источником информации, дополняющим научно-техническую документацию, и включает в себя заказы и учетно-плановую документацию, оборудование для основных видов деятельности, внедрение новых технологических процессов, темы исследований, научно-техническое сотрудничество.
Благодаря новым технологиям, архивное информационное пространство стало ближе и доступнее. Внедрение новых технологий позволило расширить доступ к документной информации через веб-сайт (www.ntd.kz), увеличить возможность использования документов архива.

## Краткая характеристика о фондах
По состоянию на 1 января 2024 г. хронологические рамки хранящихся в архиве документов охватывают период с 1885 по 2024 гг. В составе 210 фонда хранится более 229, 966 тыс. дел. Документы хранятся на различных носителях, это документы на бумажной основе, кальке, ватмане, батисте, встречающиеся в ранних проектах XVIII—XIX вв., фотодокументы, на электронных носителях.
Помимо документов, созданных в результате деятельности учреждений и предприятий, в архиве хранятся документы личного происхождения о жизни и творчестве известных ученых и заслуженных деятелей республики в области науки и техники: А.Абланова, Б.Атчабарова, С.Балмуханова, Р. Елешова, Г.Калиева, Т.Конырова, Х.Мамановой, П. Мариковского, С.Нугманова, А.Татыгулова, С.Космериди и др.
На сегодняшний день на хранении в архиве находится 38 фондов личного происхождения, состоящих из 5168 ед. хр.

## Структура архива
— Отдел комплектования Национального архивного фонда РК и ведомственных архивов,
— Отдел обеспечения сохранности документов, государственного учета и научно-справочного аппарата к документам,
— Отдел информации и использования документов,
— Отдел информационных технологий и цифровизации.

## Руководители архива
Олейникова П. В. (1974—1984 гг.)
Кропивницкий Н. П. (1984—1986 гг.)
Даулбаева Г. А. (1986—1995 гг.)
Адельгужин А. А. (1995—1997 гг.)
Габдушев С. Н. (1997—2003 гг.)
Валиева Р. К. (2003—2006 гг.)
Белоносов О. Р. (2006—2009 гг.)
Сарсенова Г. С. (2009—2017 гг.)
Тойбаев Т. Н. (2017—2018 гг.)
Жуматаева Б. А. (с 2018 года)

## Публикационная деятельность
Центральный государственный архив научно-технической документации осуществляет активную публикационную деятельность. Только за последние десять лет архивом издано 11 документальных сборников:
— («Академик А. Ш. Татыгулов»,
— «Истоки жизни» (о П. И. Мариковском),
— «Сын Казахстана и Эллады: Спиридон Георгиевич Космериди»,
— «Из истории научных медицинских учреждений. Казахстан: 1941—1945 гг.»
— «Опередивший время» (о С. Н. Нугманове),
— "Из истории проектирования объектов культуры г. Алма-Аты (1930—1980 гг.),
— «Азаматтығы асқақ ғалым. Ученый. Гражданин. Патриот» (о Б. Атчабарове),
— «Халида Маманова»;
— "Из истории проектирования спортивных сооружений г. Алма-Аты (1950—1980 гг.);
— «Из истории проектирования административных зданий республиканских органов государственного управления и общественных организаций в г. Алма-Ате (1940—1990-е гг.)»;
— «Тіл білімі тарихында есімі ерекше тұлға» (о Т. Конырове);
— Путеводитель по фондам ЦГА НТД (1885—2011 гг.);
— Путеводитель по фондам личного происхождения ЦГА НТД;
8 брошюр и альбомов
— «ЦГА НТД — 40 лет. Наука. История. Прогресс»;
— «Эпидемический пожар» удалось предотвратить.
— Материалы Круглого стола, 18 июня 2015 г.;
— «Научная и инженерно-техническая интеллигенция: портреты и силуэты. Казахстан. Первая половина XX века. Сборник статей»;
— «Из истории греков Казахстана. Альбом»,
— «30 лет Независимости Республики Казахстан: критическое переосмысление прошлого для уверенного движения вперед».
— Сборник материалов Круглого стола. 21 апреля 2021 г.;
— альбом «П. И. Мариковский. Копии наскальных рисунков. Графика. Живопись»);
4 сборника материалов международных научно-практических конференций:
— «Научно-техническая документация в государственных архивах». Сборник выступлений участников Международной конференции. г. Алматы, 7 сентября 2016 г.;
— «Человек в истории: источники о научной и инженерно-технической интеллигенции Казахстана. 1920—1950 гг.». Материалы Международной научно-практической конференции г. Алматы, 21 апреля 2017 г.;
— «В поисках забытых и новых имен: через историю проектов, идей, изобретений. Казахстан: 1960—2000 гг.». Материалы Международной научно-практической конференции. г. Нур-Султан, 4 октября 2019 г.;
— Материалы Международной научно-практической конференции «История без границ», г. Алматы, 16 февраля 2023 г. (в электронном формате)),
— методическое пособие «Қазақстан Республикасы Орталық мемлекеттік ғылыми-техникалық құжаттама архивінің қызметі: оку құралы».
В республиканских СМИ и материалах научно-практических конференций, изданных в республике другими архивами, опубликовано более 100 статей сотрудников ЦГА НТД по документам архива. На телеканалах регулярно выходят программы (сюжеты) с участием архивистов ЦГА НТД.
Архив имеет справочно-информационный фонд (СИФ), как составную часть структуры архива, и являющийся национальным хранилищем методических и справочно-информационных материалов в области архивного дела и управления документацией. СИФ был передан архиву вследствие реорганизации Центра научно-технической информации по документоведению и архивному делу в 2017 году. СИФ содержит более 10 тыс. материалов, касающихся архивной отрасли, археографии, нормативные документы по делопроизводству, отечественную и зарубежную периодику, учебники и справочники, а также документальные сборники, списки, буклеты, фотоальбомы, подготовленные архивными учреждениями, как отечественными, так и зарубежными. Кроме того, справочно-информационный фонд содержит редкую коллекцию периодики, включающую 281 наименование газет. Наряду с казахстанскими и российскими газетами, такими как «Казах», «Сары-Арка», «Жас Алаш», «Жас Азамат», «Бостандык туы», «Енбекши казах», «Правда», «Известия», «Советская степь», сохранились газеты на узбекском, татарском, башкирском, турецком, каракалпакском, кумыкском, уйгурском, корейском и чеченском языках. Хронологические рамки газет охватывают 1870—2023 гг.

## Поисково-исследовательская работа
В соответствии с Комплексным планом «Архив-2025», которым предусмотрено проведение научной, поисково-исследовательской работы по выявлению документов и материалов по истории Казахстана в зарубежных архивах, музеях, библиотеках и информационных центрах, приобретение копий таких документов и введение их в научный оборот, сотрудники ЦГА НТД в результате командировок в страны ближнего и дальнего зарубежья существенно пополнили Национальный архивный фонд Республики Казахстан новыми и ранее неизвестными документами по истории нашего Отечества.